# OXXO
OXXO（オクソ、スペイン語）とは、メキシコのコンビニエンスストアのフランチャイズ。メキシコ最大のコンビニチェーンである。2020年の段階でメキシコに20,000以上の店舗があり、さらにコロンビア、チリ、ペルー、ブラジルにも進出している。本社はヌエボ・レオン州モンテレイにある。

## 概要
OXXOは飲料会社のFEMSA（en:Fomento Económico Mexicano）によって経営されている。同社のアンテナショップ的役割も持ち、「ソル」、「ボエミア」といったFEMSAグループのクアウテモック・モクテスマ醸造会社（後述）のビールがほかの店より安く購入できる。店舗はセブンイレブンといった日本のコンビニと似た造りになっている。
公式サイトの説明によると、「OXXO」という名前は「%」記号を変形させたものである。元々は安売り店として始まったためにこの名前がついた。初期のロゴはショッピングカートの形をしていた。
メキシコでは銀行口座を持っていない人が多く、オンラインショッピングにクレジットカードなどのかわりにOXXO払いが選択できることが多い。OXXO払いを選択するとバーコード入りのバウチャーが発行されるので、それをOXXOの店舗に持っていって現金を支払うというものである。また、一部の店舗ではamazonの商品の届け先として使うことができる。

## 沿革
OXXOはクアウテモック・モクテスマ醸造会社（現在はハイネケングループが買収）のビールを販売するために、FEMSAによって1977年に醸造所のあるモンテレイで設立された。コンビニという方法を使う事で、従来の卸売業者を通じてスーパーマーケットや店に販売するというネットワークを使わずに自分たちの会社だけで販売する事が出来た。当初はビールとおつまみ、葉巻のみを販売していた。プロジェクトは成功し、OXXOは急成長していった。
1978年に、最初の店舗がモンテレイでオープンした。その後チワワ、エルモシージョ、ヌエボ・ラレドに広がり、徐々に受け入れられて名声を得ていった。1998年に1000店舗を達成し、2011年7月6日には9000店舗目の店がオアハカ州でオープンしたと発表された。現在でも拡大は続いており、メキシコとコロンビアのほか、2017年にチリ、2018年にペルー、2020年にブラジルに進出した。ブラジルでは2020年12月にサンパウロ州カンピーナスに第1号店が開店した。2014年にはアメリカ合衆国第1号店をヒスパニック系の多いテキサス州イーグルパスに開いている。
2016年以降、OXXOはガソリンスタンドの経営も行っている。

## ギャラリー

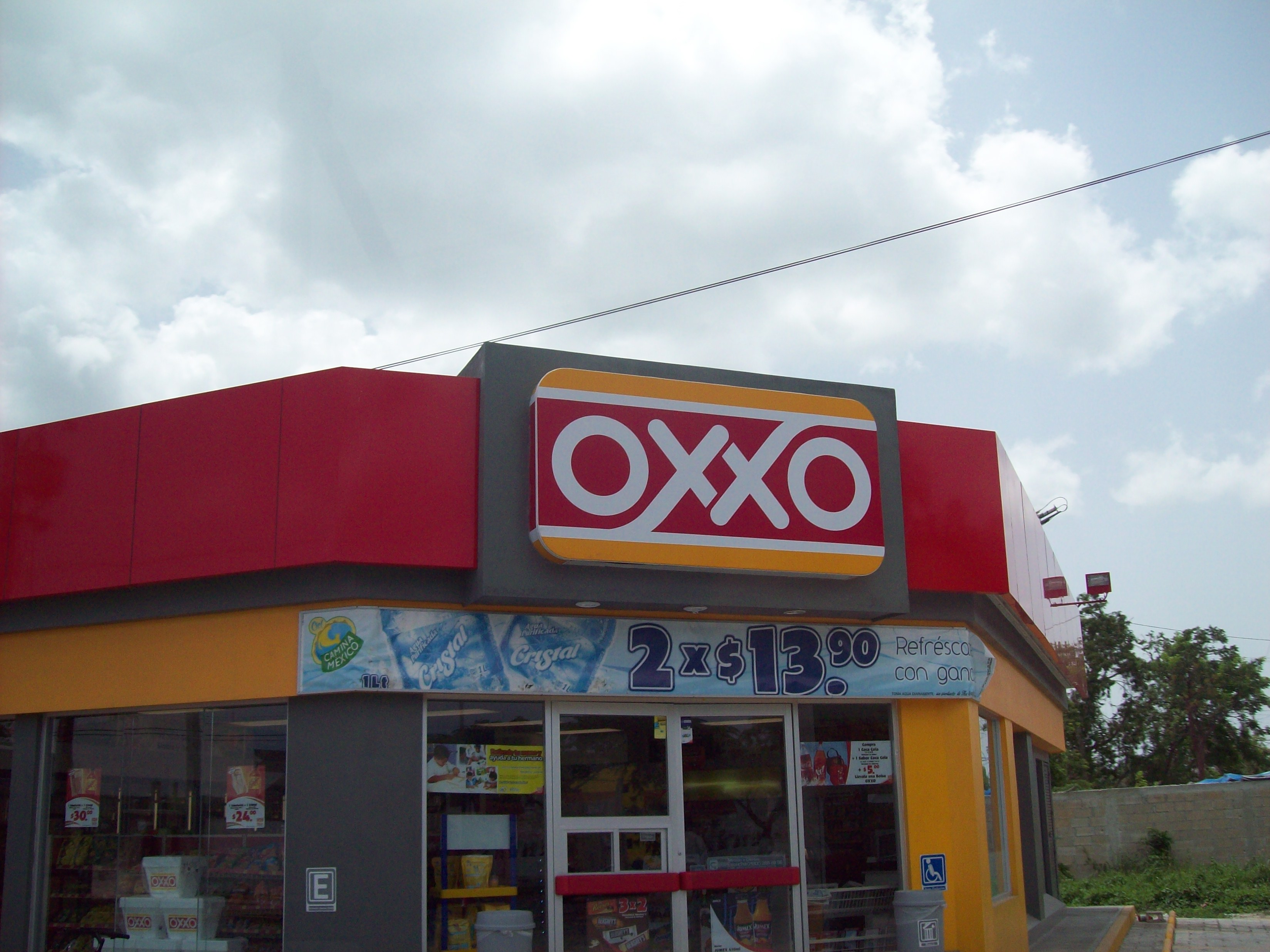
キンタナ・ロー州サン・ミゲル・デ・コスメルの店舗
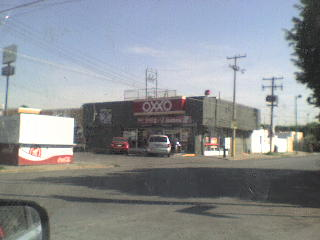
ドゥランゴ州ゴメスパラシオの店舗
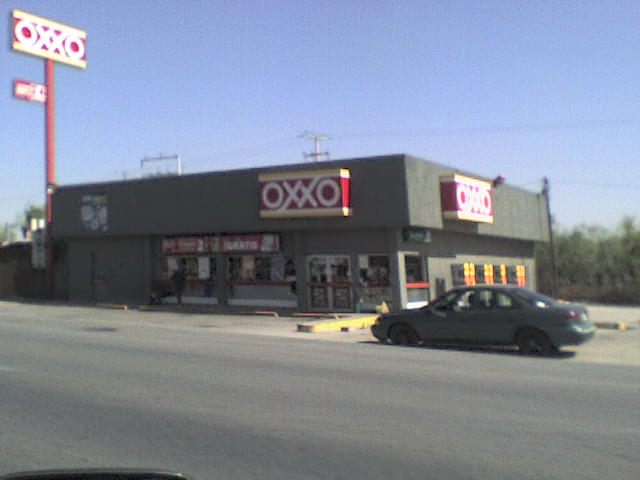
ドゥランゴ州ゴメス・パラシオの店舗
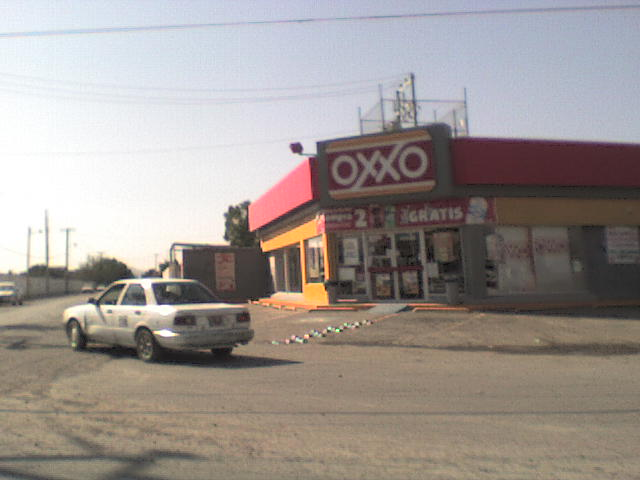
ドゥランゴ州ゴメス・パラシオの店舗
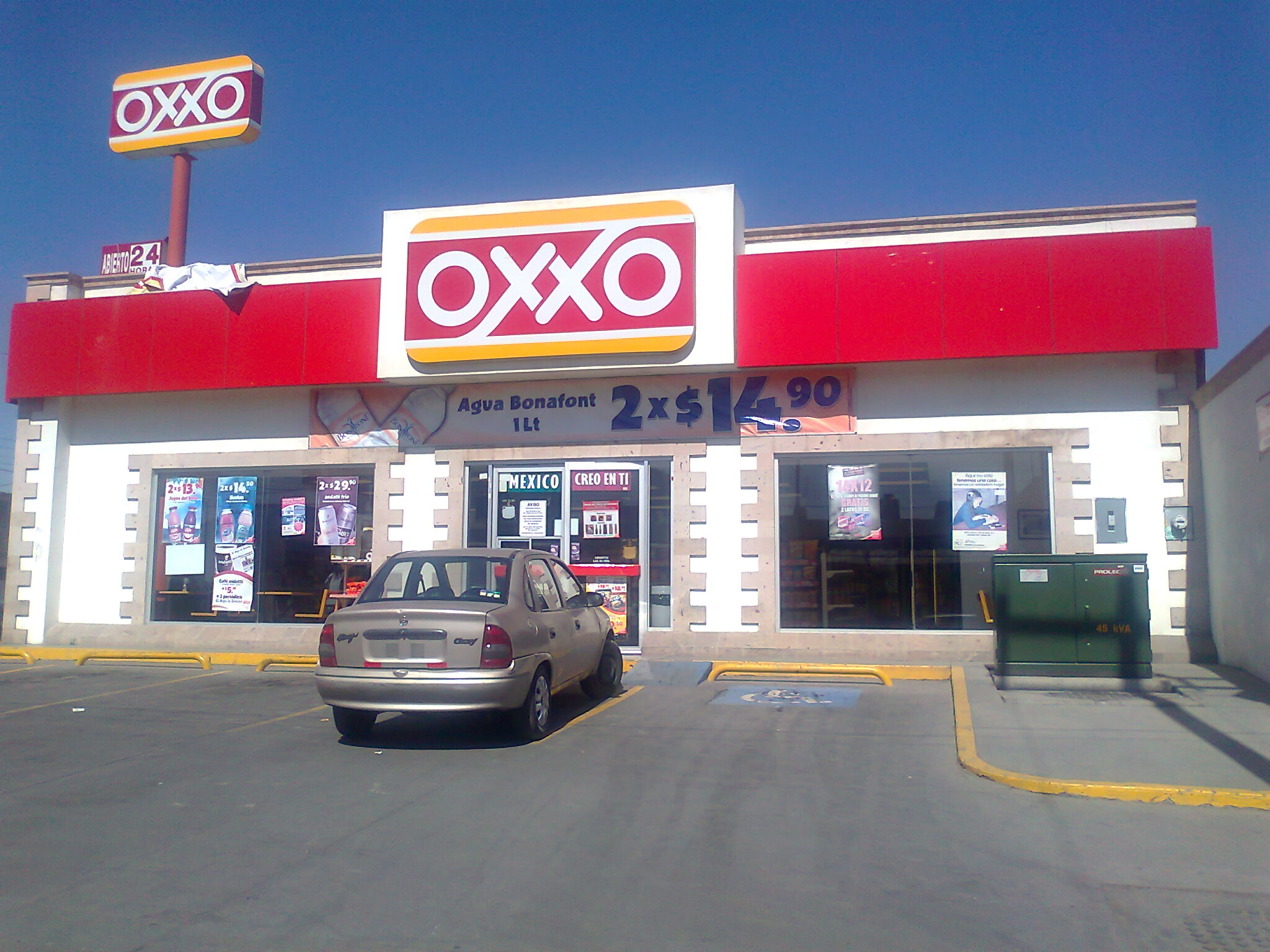
ドゥランゴ州ゴメス・パラシオ中心部の店舗
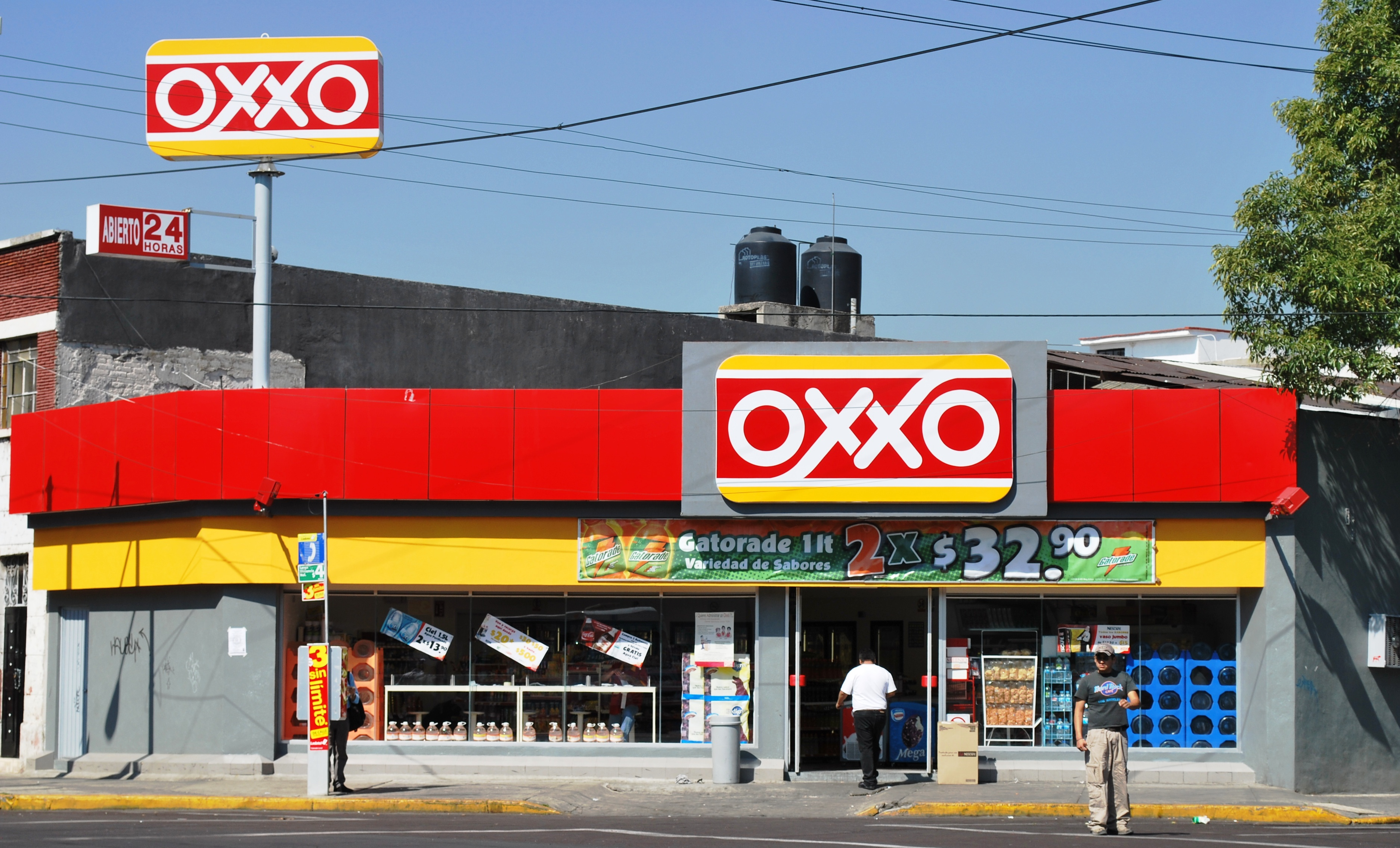
メキシコシティの店舗
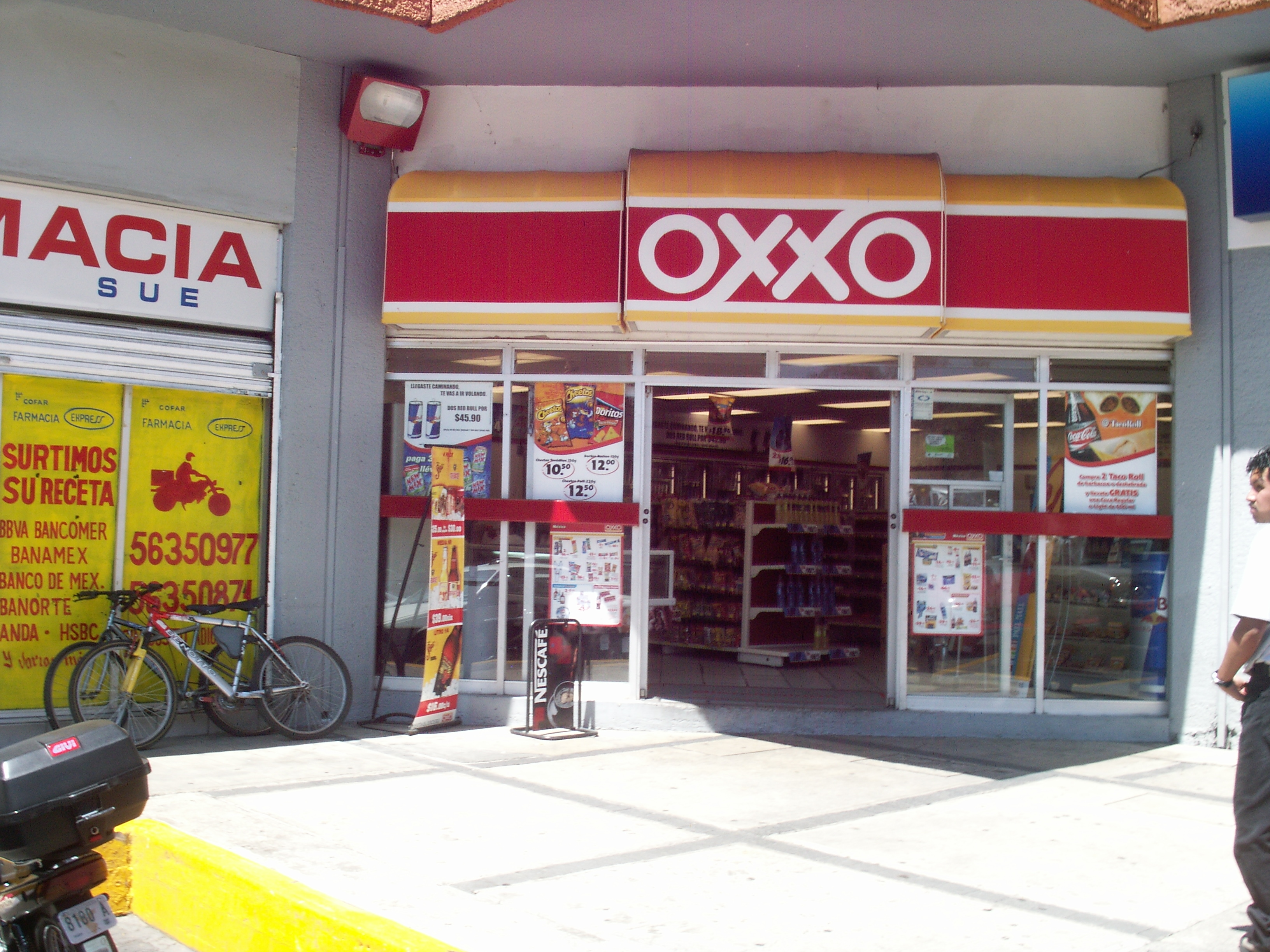
メキシコシティの他の店舗
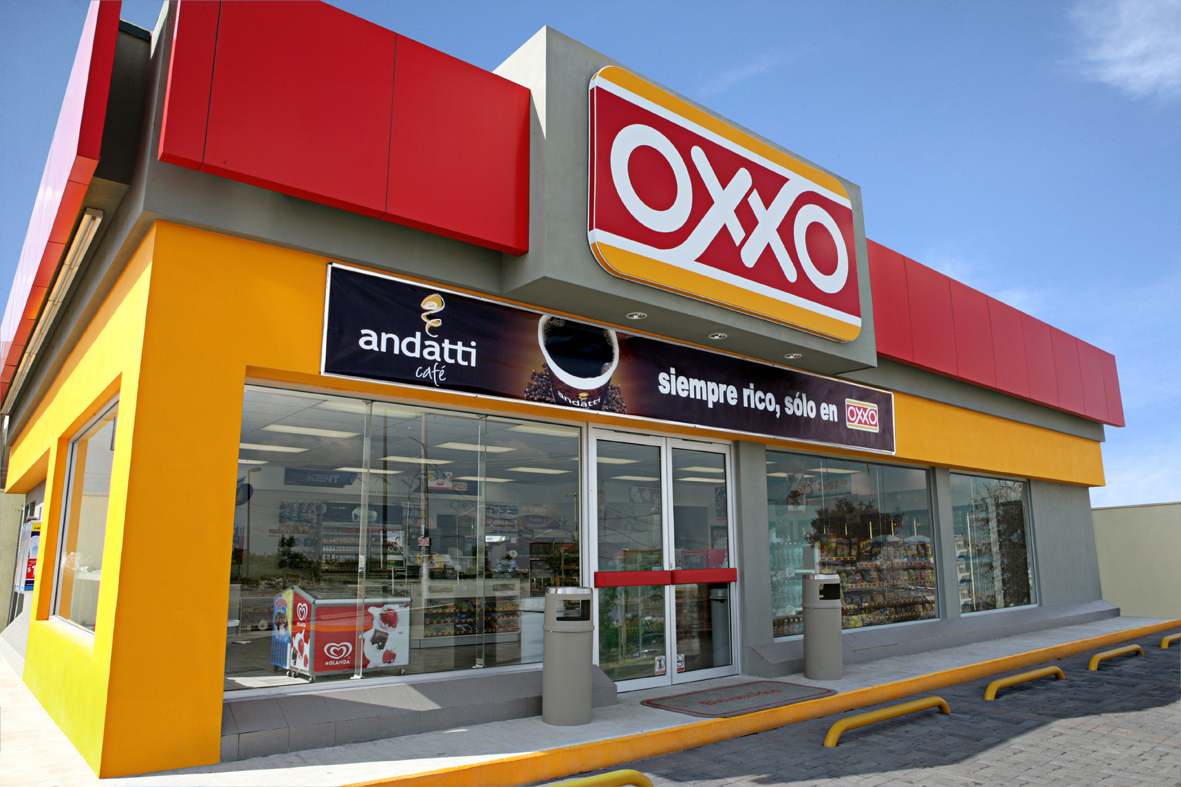
店舗（場所不明）
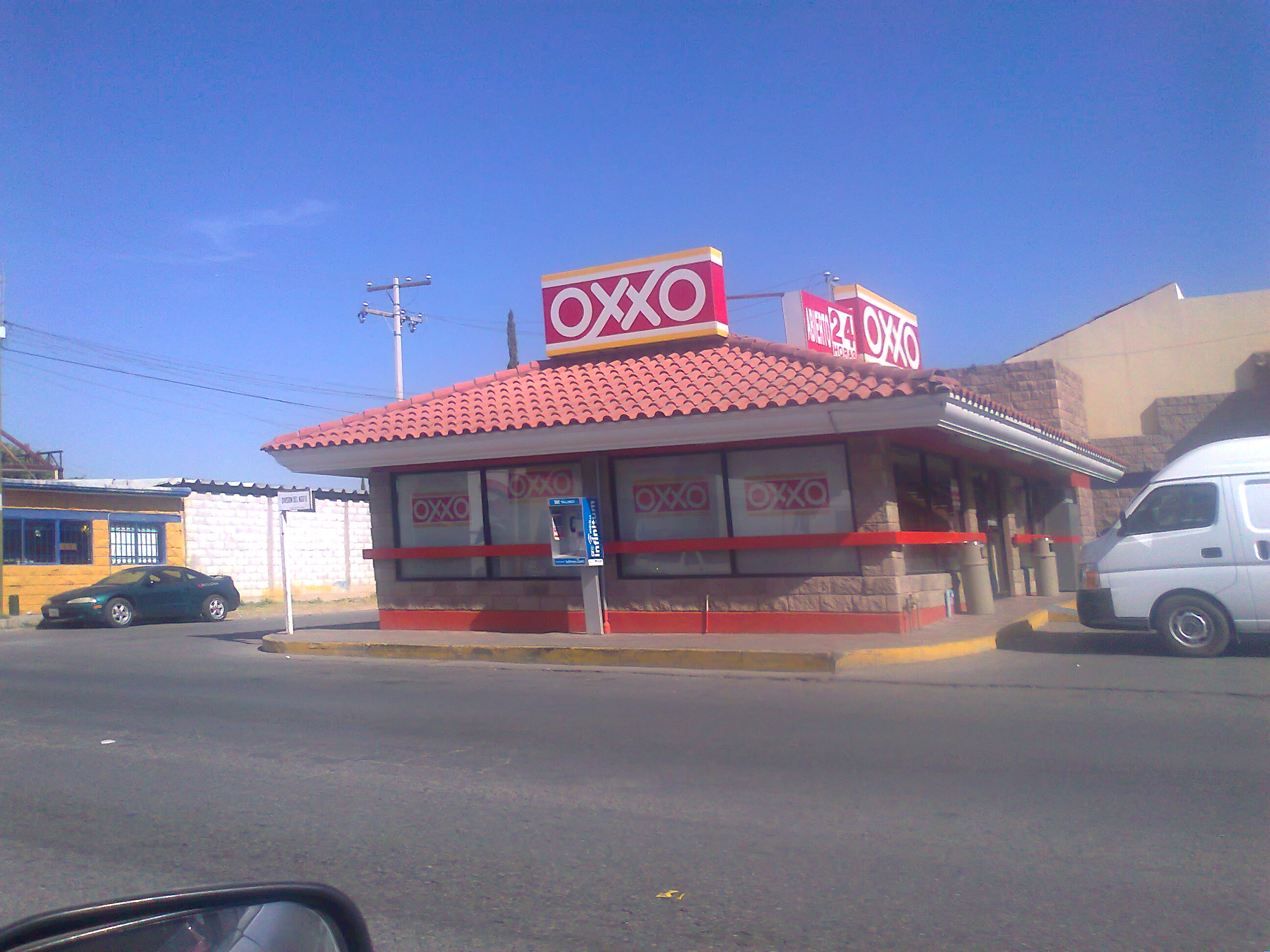
コアウイラ州トレオンの店舗
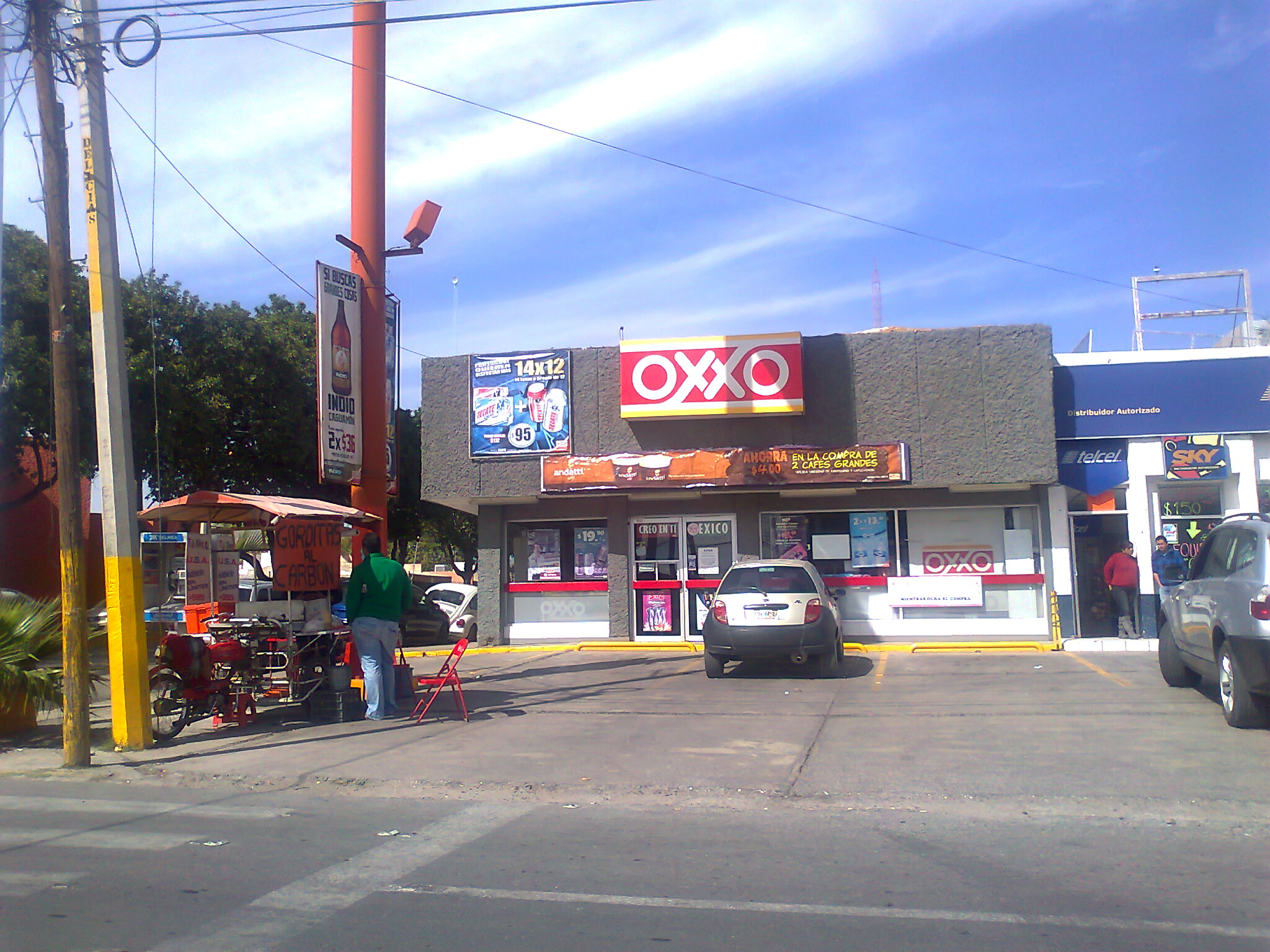
コアウイラ州トレオンの他の店舗
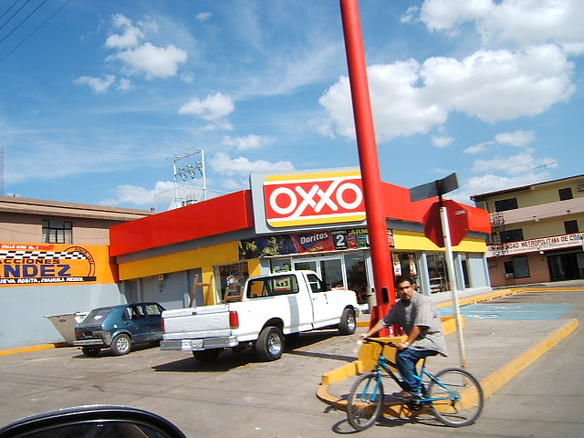
コアウイラ州ヌエバ・ロシータの店舗